# Donnemarie-Dontilly
 Donnemarie-Dontilly  es una población y comuna francesa, en la región de Isla de Francia, departamento de Sena y Marne, en el distrito de Provins y cantón de Donnemarie-Dontilly.

## Demografía
| 1696 | 1668 | 1809 | 1845 | 2295 | 2628 |
| Para los censos de 1962 a 1999 la población legal corresponde a la población sin duplicidades (Fuente: INSEE [Consultar]) |      |      |      |      |      |